# Mesophlebion motleyanum
Mesophlebion motleyanum là một loài thực vật có mạch trong họ Thelypteridaceae. Loài này được (Hook.) Holttum mô tả khoa học đầu tiên năm 1974.